# Тринідад і Тобаго на літніх Олімпійських іграх 2012
Тринідад і Тобаго на літніх Олімпійських іграх 2012 був представлений 30 спортсменами у шести видах спорту.

## Медалісти
| Медаль | Спортсмени                                                  | Вид спорту     | Дисципліна                   | Дата      |
| ------ | ----------------------------------------------------------- | -------------- | ---------------------------- | --------- |
| Золото | Кешорн Волкотт                                              | Легка атлетика | Метання списа, чоловіки      | 11 серпня |
| Бронза | Лелонд Гордон                                               | Легка атлетика | Біг на 400 м, чоловіки       | 6 серпня  |
| Бронза | Лелонд Гордон Джаррін Соломон Ейд Аллейн-Форт Деон Лендор   | Легка атлетика | Естафета 4 х 400 м, чоловіки | 10 серпня |
| Бронза | Кестон Бледмен Марк Бернс Еммануел Каллендер Річард Томпсон | Легка атлетика | Естафета 4 х 100 м, чоловіки | 11 серпня |